# Żandarmeria (policja)

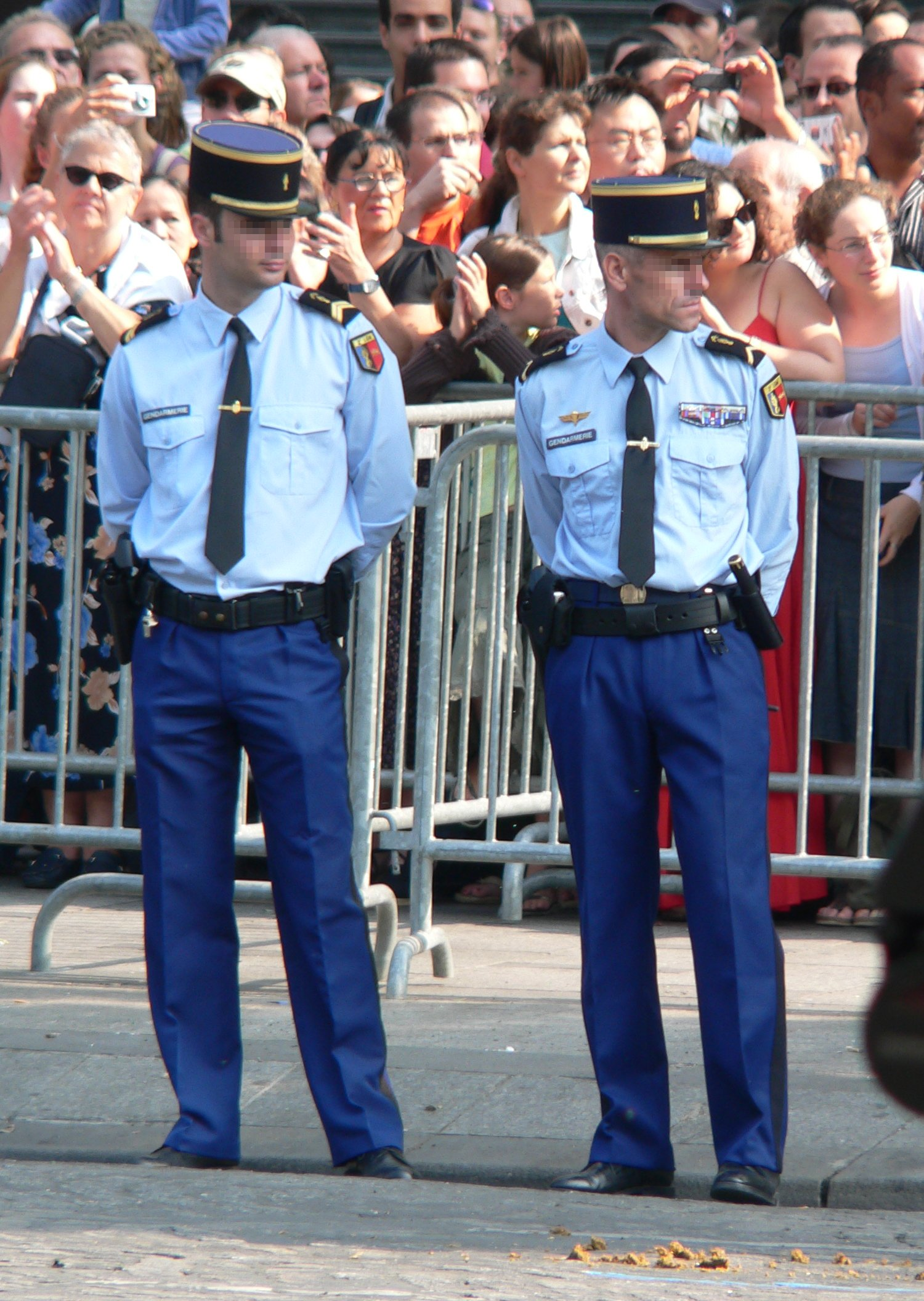
Funkcjonariusze francuskiej Gendarmerie nationale

Żandarmeria – w niektórych państwach wydzielona formacja policji przeznaczona do realizacji zadań utrzymania porządku publicznego na obszarach wiejskich. Zakres jej uprawnień oraz sposób funkcjonowania określany jest przez prawodawstwo danego państwa.

## Przykłady formacji żandarmerii

### Współczesne
- Karabinierzy (wł. Carabinieri) oraz Guardia di Finanza we Włoszech, będący także policją wojskową
- Trupele de Carabinieri w Mołdawii
- Żandarmeria Narodowa (fr. Gendarmerie nationale) we Francji
- Gwardia Obywatelska (hiszp. Guardia Civil) w Hiszpanii
- Narodowa Gwardia Republikańska (port. Guarda Nacional Republicana) w Portugalii
- Żandarmeria rumuńska (rum. Jandarmeria Română) w Rumunii
- Żandarmeria serbska (serb. Žandarmerija / Жандармерија) w Serbii

### Historyczne
- Samodzielny Korpus Żandarmów (ros. Отдельный корпус жандармов) w Imperium Rosyjskim, w latach 1836–1917, którego V Okręg obejmował terytorium Królestwa Kongresowego
- Żandarmeria Krajowa byłej Dzielnicy Pruskiej w latach 1919–1920 w Wielkopolsce
- Żandarmeria Czechosłowacka (cz. Československé četnictvo) w Czechosłowacji w latach 1920–1939
- Żandarmeria grecka (gr. Ελληνική Χωροφυλακή) w Grecji w latach 1833–1984
- Żandarmeria niemiecka (niem. Gendarmerie) w Niemczech w latach 1936–1945
  - Żandarmeria w Generalnym Gubernatorstwie,
- Żandarmeria NDH (chorw. Oružničtvo NDH) w Niepodległym Państwie Chorwackim, w latach 1941–1945
- Żandarmeria Federalna (niem. Bundesgendarmerie) w Austrii w latach 1849–2005